# Andrew Balbirnie
Andrew Balbirnie (nacido el 28 de diciembre de 1990) es un jugador de críquet irlandés. Balbirnie ha representado a Irlanda en el nivel Sub-19, jugando nueve Juveniles Internacionales de Un Día. En 2009, fue capitán del equipo ganador de la clasificación para la Copa del Mundo Sub-19 de Irlanda.

## Carrera internacional
Fue uno de los 11 jugadores de críquet que jugaron en el primer partido de prueba de Irlanda, contra Pakistán, en mayo de 2018. En el partido se convirtió en el primer gorra de prueba de Irlanda en cricket de prueba. En diciembre de 2018, fue uno de los 19 jugadores a los que Cricket Irlanda le otorgó un contrato central para la temporada 2019. Desde el 8 de noviembre de 2019, Balbirnie es el capitán del equipo de cricket irlandés en todos los formatos.